# Østifterne
Østifterne er en gammel dansk geografisk betegnelse, der omfattede amterne på Øerne, undtagen Samsø, men inklusive Færøerne. Navnet hentyder til de kirkelige stifter: Sjællands (inkl. Færøerne og Bornholm), Lolland-Falsters og Fyens Stift.
Flere organisationer har taget navn efter dette:
- Creditkassen for Landejendomme i Østifterne
- Foreningen Østifterne, oprindeligt Østifterne Forsikring
- Østifternes Kreditforening
- Østifternes Brandforsikring